# Romain Grosjean
Romain Grosjean, francosko-švicarski dirkač, * 17. april 1986, Ženeva, Švica.
Grosjean ima tako švicarsko, kot tudi francosko državljansko, toda dirka pod francosko zastavo. V sezoni 2007 je osvojil prvenstvo Evropske Formule 3. V sezoni 2008 je postal testni dirkač Renaulta v Formuli 1. Na tem položaju je nadomestil Nelsona Piqueta Jr., ki je postal Renaultov stalni dirkač. Sredi sezone 2009 je bil Piquet zaradi slabih rezultatov odpuščen, od dirke za Veliko nagrado Evrope pa ga je do konca sezone nadomestil ponovno Grosjean.
Po dveh letih dirkanja v prvenstvu formul GP2 Series in nastopanja na dirkah športnih avtomobilov se je Grosjean v sezoni 2012 vrnil v Formulo 1 z Lotusom. Pri tem moštvu je dirkal do konca sezone 2015. V svoji prvi sezoni z Lotusom se je trikrat uvrstil na stopničke, najboljši rezultat pa mu je bilo drugo mesto na dirki za Veliko nagrado Kanade. Na dirki za Veliko nagrado Španije, ki jo je končal na četrtem mestu, je prvi in edini krat v Formuli 1 odpeljal najhitrejši krog. Na koncu sezone je v skupnem seštevku dirkaškega prvenstva zasedel osmo mesto s 96 osvojenimi točkami.
V sezoni 2013 je osvojil vsega skupaj 132 točk in zasedel sedmo mesto v skupnem seštevku dirkaškega prvenstva, kar je bil njegov najboljši dosežek v Formuli 1. Tega leta se je šestkrat uvrstil na stopničke. Na petih dirkah je zasedel tretje mesto, medtem ko je dirko za Veliko nagrado ZDA končal na drugem mestu. V naslednjih dveh sezonah si je privozil le eno uvrstitev na stopničke, ko je na dirki za Veliko nagrado Belgije 2015 zasedel tretje mesto.
Med sezonama 2016 in 2020 je nastopal pri moštvu Haas in dosegel najboljši rezultat, ko se je na dirki za Veliko nagrado Avstrije 2018 uvrstil na četrto mesto. Na dirki za Veliko nagrado Bahrajna 2020 je v prvem krogu doživel hudo nesrečo in ni nastopil na zadnjih dveh dirkah sezone. Kmalu zatem je po petih sezonah pri moštvu Haas zapustil Formulo 1 in leta 2021 začel dirkati v severnoameriškem prvenstvu formul IndyCar Series, kjer je na trinajstih dirkah dosegel tri uvrstitve na stopničke in enkrat štartal z najboljšega položaja.

## Rezultati Svetovnega prvenstva Formule 1
(legenda) (odebeljene dirke pomenijo najboljši štartni položaj, poševne pa najhitrejši krog, †-uvrščen kljub odstopu)
| Leto | Moštvo                   | Šasija           | Motor                           | 1       | 2       | 3      | 4       | 5       | 6       | 7       | 8       | 9      | 10      | 11      | 12      | 13      | 14      | 15      | 16      | 17     | 18      | 19      | 20      | 21     | Prv | Toč |
| ---- | ------------------------ | ---------------- | ------------------------------- | ------- | ------- | ------ | ------- | ------- | ------- | ------- | ------- | ------ | ------- | ------- | ------- | ------- | ------- | ------- | ------- | ------ | ------- | ------- | ------- | ------ | --- | --- |
| 2009 | ING Renault F1 Team      | Renault R29      | Renault RS27 2.4 V8             | AVS     | MAL     | KIT    | BAH     | ŠPA     | MON     | TUR     | VB      | NEM    | MAD     | EU 15   | BEL Ret | ITA 15  |         |         |         |        |         |         |         |        | 23. | 0   |
| 2009 | Renault F1 Team          | Renault R29      | Renault RS27 2.4 V8             |         |         |        |         |         |         |         |         |        |         |         |         |         | SIN Ret | JAP 16  | BRA 13  | ABU 18 |         |         |         |        | 23. | 0   |
| 2011 | Lotus Renault GP         | Renault R31      | Renault RS27-2011 2.4 V8        | AVS     | MAL     | KIT    | TUR     | ŠPA     | MON     | KAN     | EU      | VB     | NEM     | MAD     | BEL     | ITA     | SIN     | JAP     | KOR     | IND    | ABU TD  | BRA TD  |         |        | –   | –   |
| 2012 | Lotus F1 Team            | Lotus E20        | Renault RS27-2012 2.4 V8        | AVS Ret | MAL Ret | KIT 6  | BAH 3   | ŠPA 4   | MON Ret | KAN 2   | EU Ret  | VB 6   | NEM 18  | MAD 3   | BEL Ret | ITA     | SIN 7   | JAP 19† | KOR 7   | IND 9  | ABU Ret | ZDA 7   | BRA Ret |        | 8.  | 96  |
| 2013 | Lotus F1 Team            | Lotus E21        | Renault RS27-2013 2.4 V8        | AVS 10  | MAL 6   | KIT 9  | BAH 3   | ŠPA Ret | MON Ret | KAN 13  | VB 19†  | NEM 3  | MAD 6   | BEL 8   | ITA 8   | SIN Ret | KOR 3   | JAP 3   | IND 3   | ABU 4  | ZDA 2   | BRA Ret |         |        | 7.  | 132 |
| 2014 | Lotus F1 Team            | Lotus E22        | Renault Energy F1-2014 1.6 V6 t | AVS Ret | MAL 11  | BAH 12 | KIT Ret | ŠPA 8   | MON 8   | KAN Ret | AVT 14  | VB 12  | NEM Ret | MAD Ret | BEL Ret | ITA 16  | SIN 13  | JAP 15  | RUS 17  | ZDA 11 | BRA 17† | ABU 13  |         |        | 14. | 8   |
| 2015 | Lotus F1 Team            | Lotus E23 Hybrid | Mercedes PU106B Hybrid 1.6 V6 t | AVS Ret | MAL 11  | KIT 7  | BAH 7   | ŠPA 8   | MON 12  | KAN 10  | AVT Ret | VB Ret | MAD 7   | BEL 3   | ITA Ret | SIN 13† | JAP 7   | RUS Ret | ZDA Ret | MEH 10 | BRA 8   | ABU 9   |         |        | 11. | 51  |
| 2016 | Haas F1 Team             | Haas VF-16       | Ferrari 061 1.6 V6 t            | AVS 6   | BAH 5   | KIT 19 | RUS 8   | ŠPA Ret | MON 13  | KAN 14  | EU 13   | AVT 7  | VB Ret  | MAD 14  | NEM 13  | BEL 13  | ITA 11  | SIN DNS | MAL Ret | JAP 11 | ZDA 10  | MEH 20  | BRA DNS | ABU 11 | 13. | 29  |
| 2017 | Haas F1 Team             | Haas VF-17       | Ferrari 062 1.6 V6 t            | AVS Ret | KIT 11  | BAH 8  | RUS Ret | ŠPA 10  | MON 8   | KAN 10  | AZE 13  | AVT 6  | VB 13   | MAD Ret | BEL 7   | ITA 15  | SIN 9   | MAL 13  | JAP 9   | ZDA 14 | MEH 15  | BRA 15  | ABU 11  |        | 13. | 28  |
| 2018 | Haas F1 Team             | Haas VF-18       | Ferrari 062 EVO 1.6 V6 t        | AVS Ret | BAH 13  | KIT 17 | AZE Ret | ŠPA Ret | MON 15  | KAN 12  | FRA 11  | AVT 4  | VB Ret  | NEM 6   | MAD 10  | BEL 7   | ITA DSQ | SIN 15  | RUS 11  | JAP 8  | ZDA Ret | MEH 16  | BRA 8   | ABU 9  | 14. | 37  |
| 2019 | Rich Energy Haas F1 Team | Haas VF-19       | Ferrari 064 1.6 V6 t            | AVS Ret | BAH Ret | KIT 11 | AZE Ret | ŠPA 10  | MON 10  | KAN 14  | FRA Ret | AVT 16 | VB Ret  | NEM 7   | MAD Ret | BEL 13  | ITA 16  | SIN 11  | RUS Ret | JAP 13 | MEH 17  | ZDA 15  | BRA 13  | ABU 15 | 18. | 8   |